# Agrotis haruspex
Agrotis haruspex är en fjärilsart som beskrevs av Le Cerf 1924. Agrotis haruspex ingår i släktet Agrotis och familjen nattflyn. Inga underarter finns listade i Catalogue of Life.